# Mimacraea graeseri
Mimacraea graeseri är en fjärilsart som beskrevs av Schultze 1912. Mimacraea graeseri ingår i släktet Mimacraea och familjen juvelvingar. Inga underarter finns listade i Catalogue of Life.